# Park Hoon-jung
Dans ce nom coréen, le nom de famille, Park, précède le nom personnel.
Park Hoon-jung (hangeul : 박훈정) est un réalisateur et scénariste sud-coréen.

## Filmographie

### En tant que réalisateur
- 2011 : The Showdown (en) (혈투)
- 2013 : New World (신세계)
- 2015 : The Tiger: An Old Hunter's Tale (대호)
- 2017 : V.I.P. (브이아이피)
- 2018 : The Witch: Part 1. The Subversion (마녀)
- 2020 : Night in Paradise (낙원의 밤)
- 2022 : The Witch: Part 2. The Other One (마녀2)
- 2023 : The Childe (en) (귀공자)
- 2024 : The Tyrant (en) (폭군) (série télévisée)

### En tant que scénariste
- 2010 : J'ai rencontré le Diable (악마를 보았다) de Kim Jee-woon
- 2010 : The Unjust (부당거래) de Ryu Seung-wan
- 2011 : The Showdown (en) (혈투) de lui-même
- 2013 : New World (신세계) de lui-même
- 2015 : The Tiger: An Old Hunter's Tale (대호) de lui-même
- 2017 : V.I.P. (브이아이피) de lui-même
- 2018 : The Witch: Part 1. The Subversion (마녀)
- 2022 : The Witch: Part 2. The Other One (마녀2)
- 2023 : The Childe (en) (귀공자)

## Distinctions

### Récompense
- Festival international du film de Catalogne 2013 : « Focus Asia Award » pour New World

### Nominations
- Asian Film Awards 2011 : meilleur scénariste pour The Unjust
- Baeksang Arts Awards 2013 : meilleur scénario pour New World
- Blue Dragon Film Awards 2013 : meilleur réalisateur pour New World
- Grand Bell Awards 2013 : meilleur réalisateur pour New World